# جاکی لانگ
جاکی لانگ (به انگلیسی: Jackie Long) (زاده ۲۳ اکتبر ۱۹۸۱) بازیگر آمریکایی است.
از فیلم‌های معروف او می‌توان به بازی در فیلم مردان سول اشاره کرد.